# Hans Dassau
Hans Dassau, född på 1600-talet, död 1740, var en svensk rådman, riksdagsledamot och politiker.

## Biografi
Hans Dassau föddes på 1600-talet. Han arbetade som handelsman i Stockholm och blev 1722 rådman i staden. Dassau avled 1740.
Dassau var riksdagsledamot för borgarståndet i Stockholm vid riksdagen 1720.
Dassau gifte sig 1701 med Kristina Hilcke.